# Risiocnemis
Risiocnemis is een geslacht van libellen (Odonata) uit de familie van de Breedscheenjuffers (Platycnemididae).

## Soorten
Risiocnemis omvat 38 soorten:
- Risiocnemis antoniae Gassmann & Hämäläinen, 2002
- Risiocnemis appendiculata (Brauer, 1868)
- Risiocnemis arator Hämäläinen, 1991
- Risiocnemis asahinai Kitagawa, 1990
- Risiocnemis atripes (Needham & Gyger, 1941)
- Risiocnemis atropurpurea (Brauer, 1868)
- Risiocnemis calceata Hämäläinen, 1991
- Risiocnemis confusa Hämäläinen, 1991
- Risiocnemis corbeti Villanueva, 2009
- Risiocnemis elegans Kitagawa, 1990
- Risiocnemis erythrura (Brauer, 1868)
- Risiocnemis flammea (Selys, 1882)
- Risiocnemis fuligifrons Hämäläinen, 1991
- Risiocnemis gracilis Hämäläinen, 1991
- Risiocnemis haematopus (Selys, 1882)
- Risiocnemis hamalaineni Villanueva, 2009
- Risiocnemis ignea (Brauer, 1868)
- Risiocnemis incisa Kimmins, 1936
- Risiocnemis kaiseri Gassmann & Hämäläinen, 2002
- Risiocnemis kiautai Hämäläinen, 1991
- Risiocnemis laguna Hämäläinen, 1991
- Risiocnemis melanops Hämäläinen, 1991
- Risiocnemis moroensis Hämäläinen, 1991
- Risiocnemis nigra Gassmann & Hämäläinen, 2002
- Risiocnemis odobeni Hämäläinen, 1991
- Risiocnemis pistor Gassmann & Hämäläinen, 2002
- Risiocnemis plebeja Hämäläinen, 1991
- Risiocnemis polilloensis Hämäläinen, 1991
- Risiocnemis praeusta Hämäläinen, 1991
- Risiocnemis pulchra Hämäläinen, 1991
- Risiocnemis rolandmuelleri Hämäläinen, 1991
- Risiocnemis rubricercus Gassmann & Hämäläinen, 2002
- Risiocnemis rubripes (Needham & Gyger, 1939)
- Risiocnemis seidenschwarzi Hämäläinen, 2000
- Risiocnemis serrata (Hagen in Selys, 1863)
- Risiocnemis siniae Hämäläinen, 1991
- Risiocnemis tendipes (Needham & Gyger, 1941)
- Risiocnemis varians Hämäläinen, 1991